# ORA (automobile)
Ora est un constructeur automobile chinois basé à Baoding depuis 2018. La marque produit des automobiles électriques et des crossovers et appartient au groupe automobile Great Wall Motors.

## Histoire
Great Wall Motors a annoncé la création de la nouvelle marque Ora, dédiée à une nouvelle gamme de voitures électriques, en mai 2018. Selon Great Wall Motors, Ora signifie « open, reliable and alternative » en anglais.
À l'époque, la marque se lance avec deux modèles initiaux : le crossover iQ5 (aujourd'hui iQ) et la citadine R1 (aujourd'hui ORA Black Cat ). Les ventes de l'iQ ont officiellement lancé la marque en août 2018.
Le troisième modèle ORA R2 (maintenant White Cat) a été présenté pour la première fois en juin 2019. avec une production commençant officiellement en juillet 2020.
Le nom des véhicules de la série "Cat" serait basé sur la célèbre citation de Deng Xiaoping : "Peu importe qu’un chat soit blanc ou noir, s’il attrape la souris, c’est un bon chat",.
Depuis 2020, la marque ORA a fait ses débuts sur le marché ukrainien et puis est lancé dans le reste de l’Europe fin 2023.
Le constructeur a été accusé de plagier le design de voitures européennes, notamment avec son modèle Ora Lightning Cat qui présente de très fortes similitudes avec la Porsche Panamera et son modèle Ora Punk Cat qui reprend les traits de la Volkswagen Coccinelle.

## Véhicules

### Actuels
- Ora Good Cat  — berline compacte électrique
- Ora Ballet Cat — electric berline de taille moyenne[12]
- Ora Lightning Cat — fastback sport électrique

### Anciens
- Ora iQ (2018–2020)[13]
- Ora R1/Black Cat (2019–2022)
- Ora R2/White Cat (2020–2022)

### Concepts
- ORA Futurist - coupé deux portes de style rétro[14]
- ORA Big Cat - SUV compact électrique basé sur le WEY Macchiato

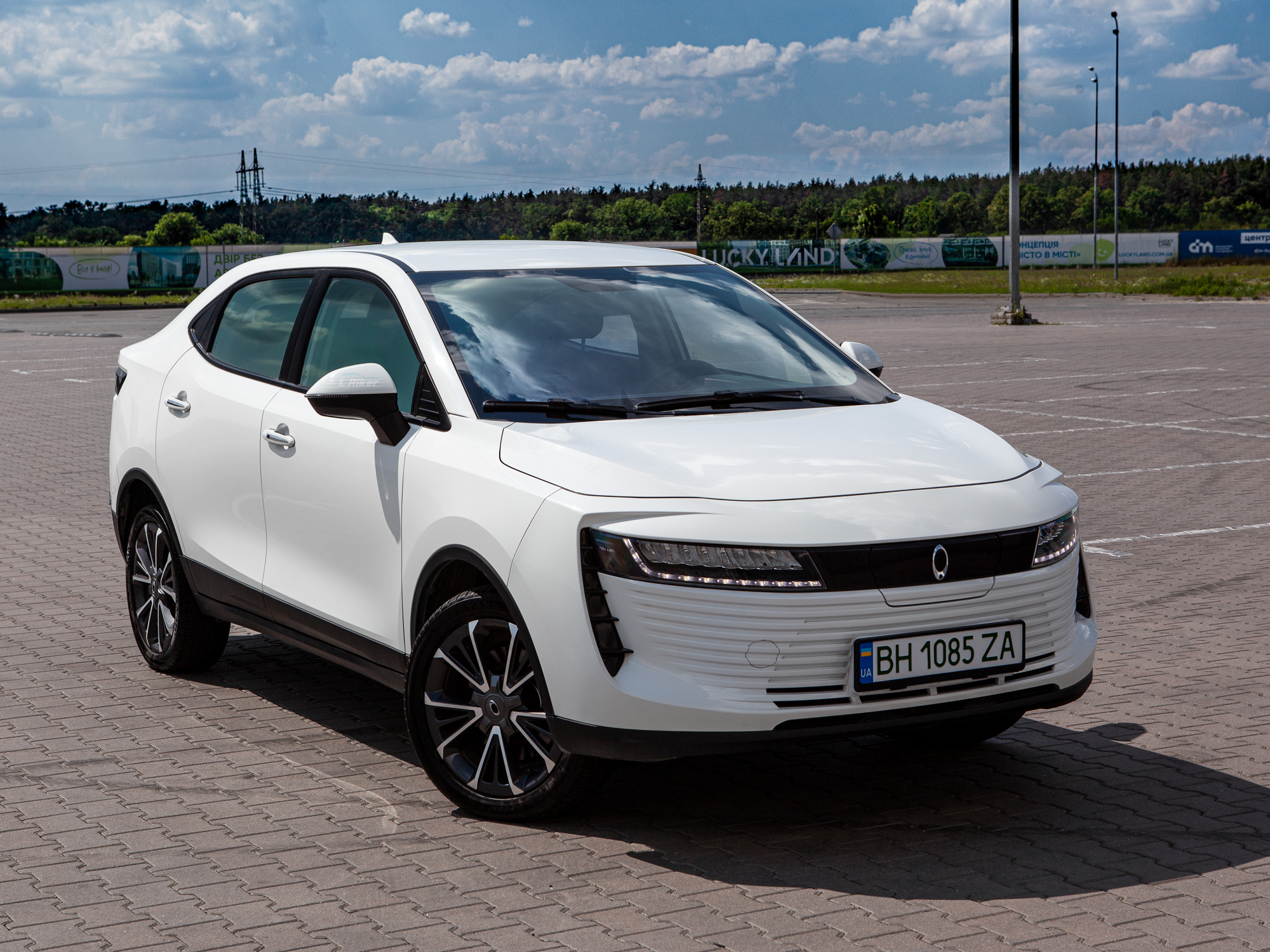
ORA iQ.
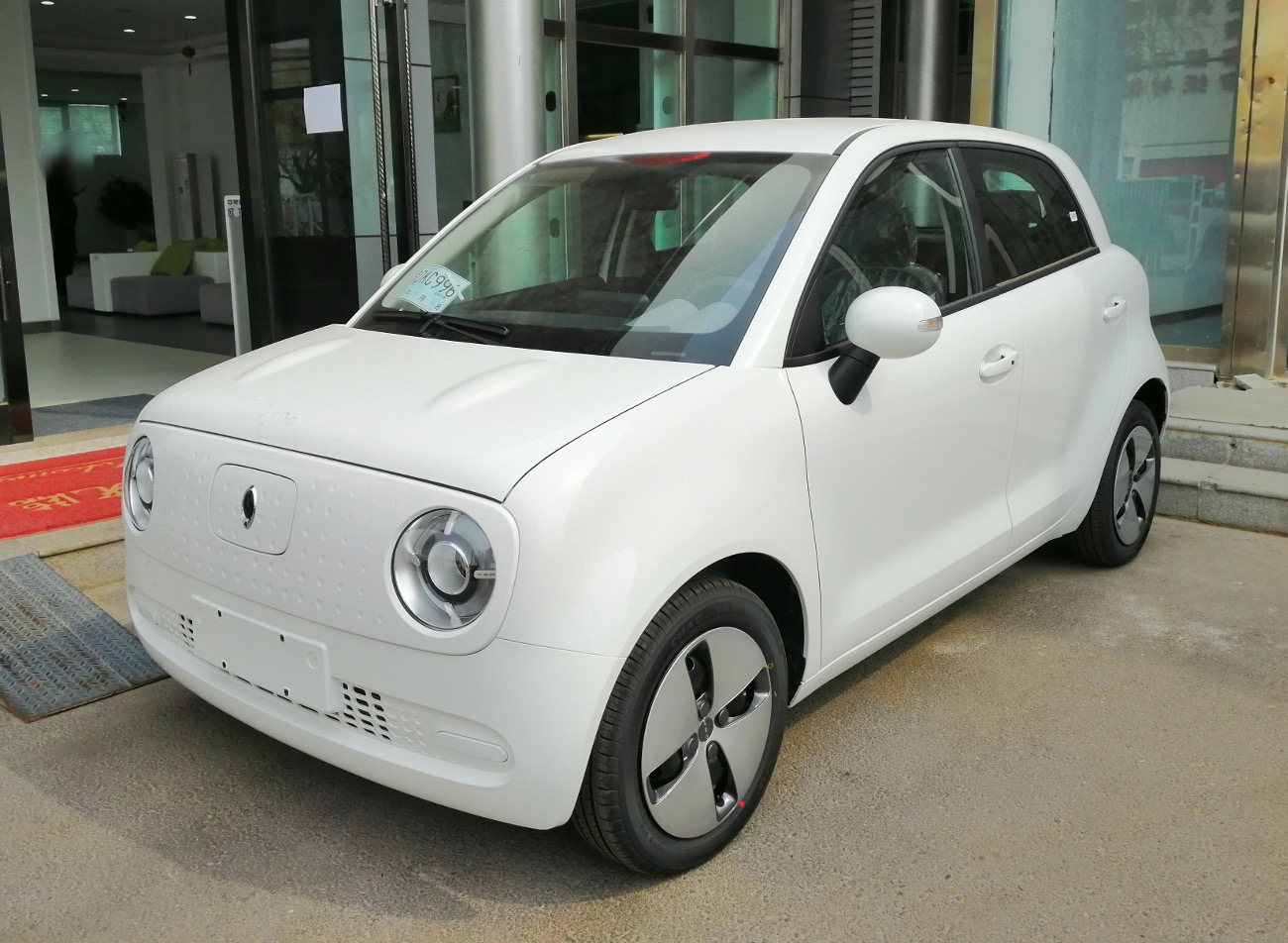
ORA Black Cat (R1).
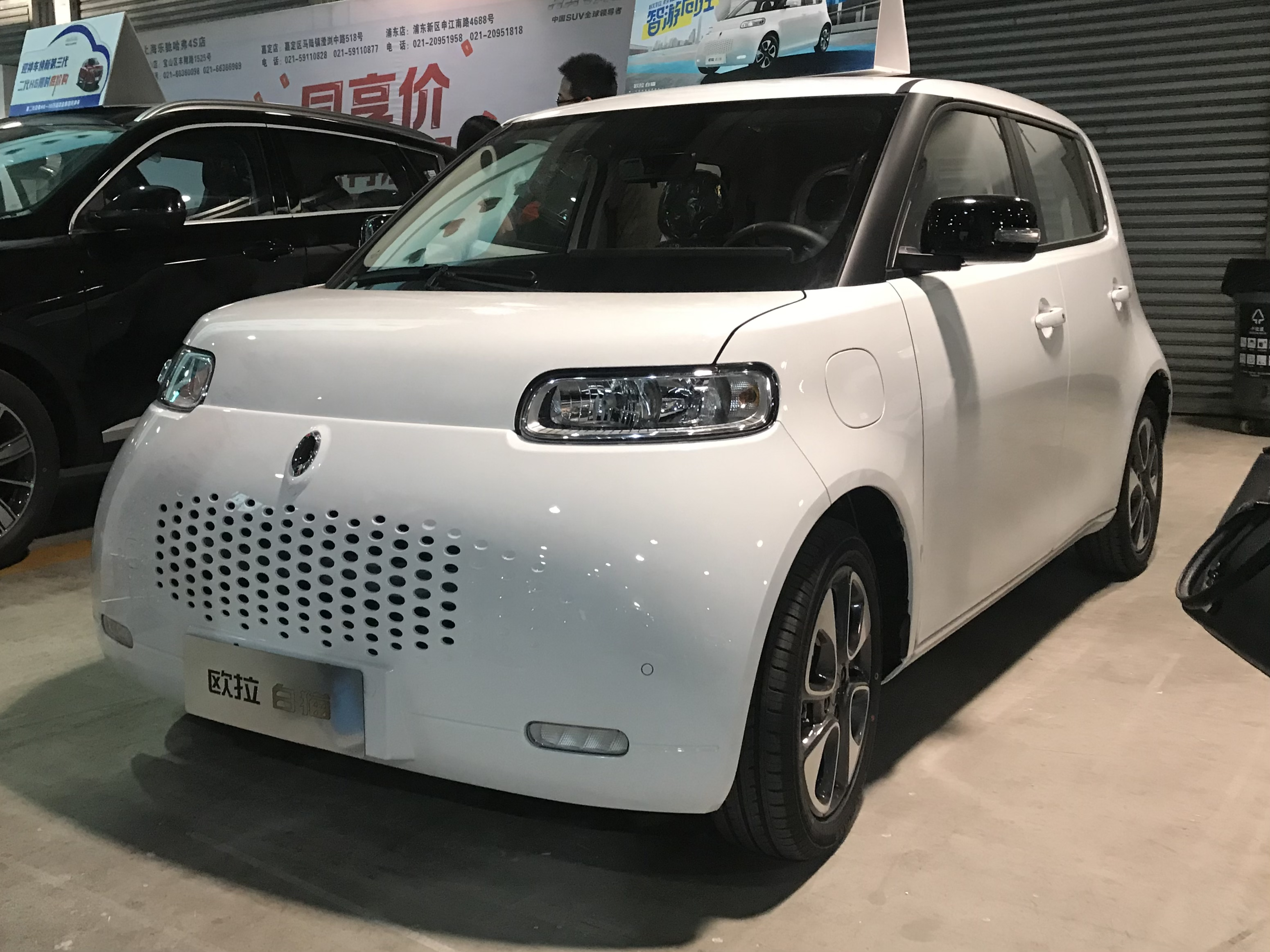
ORA White Cat (R2).
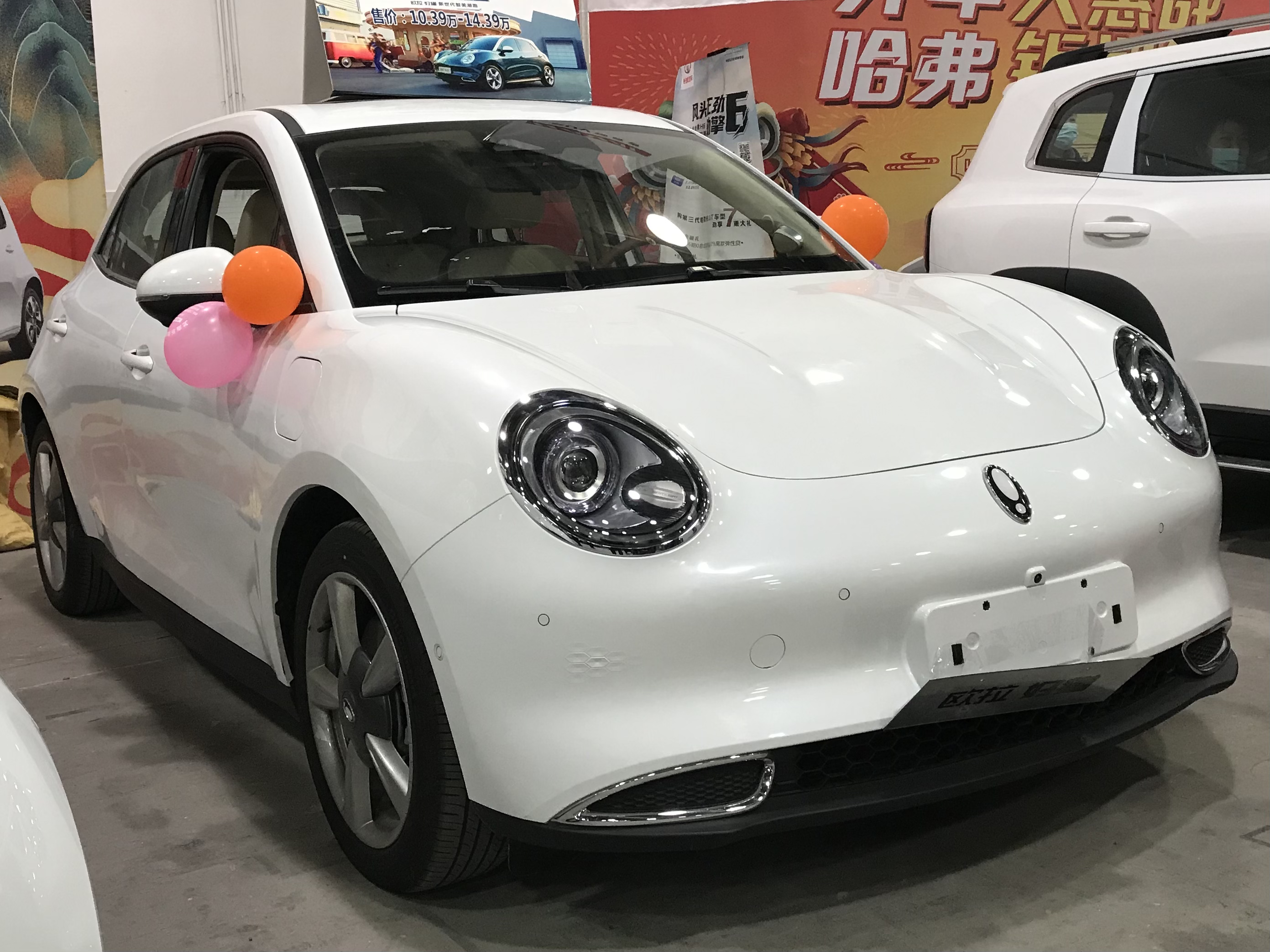
ORA Haomao (R3).
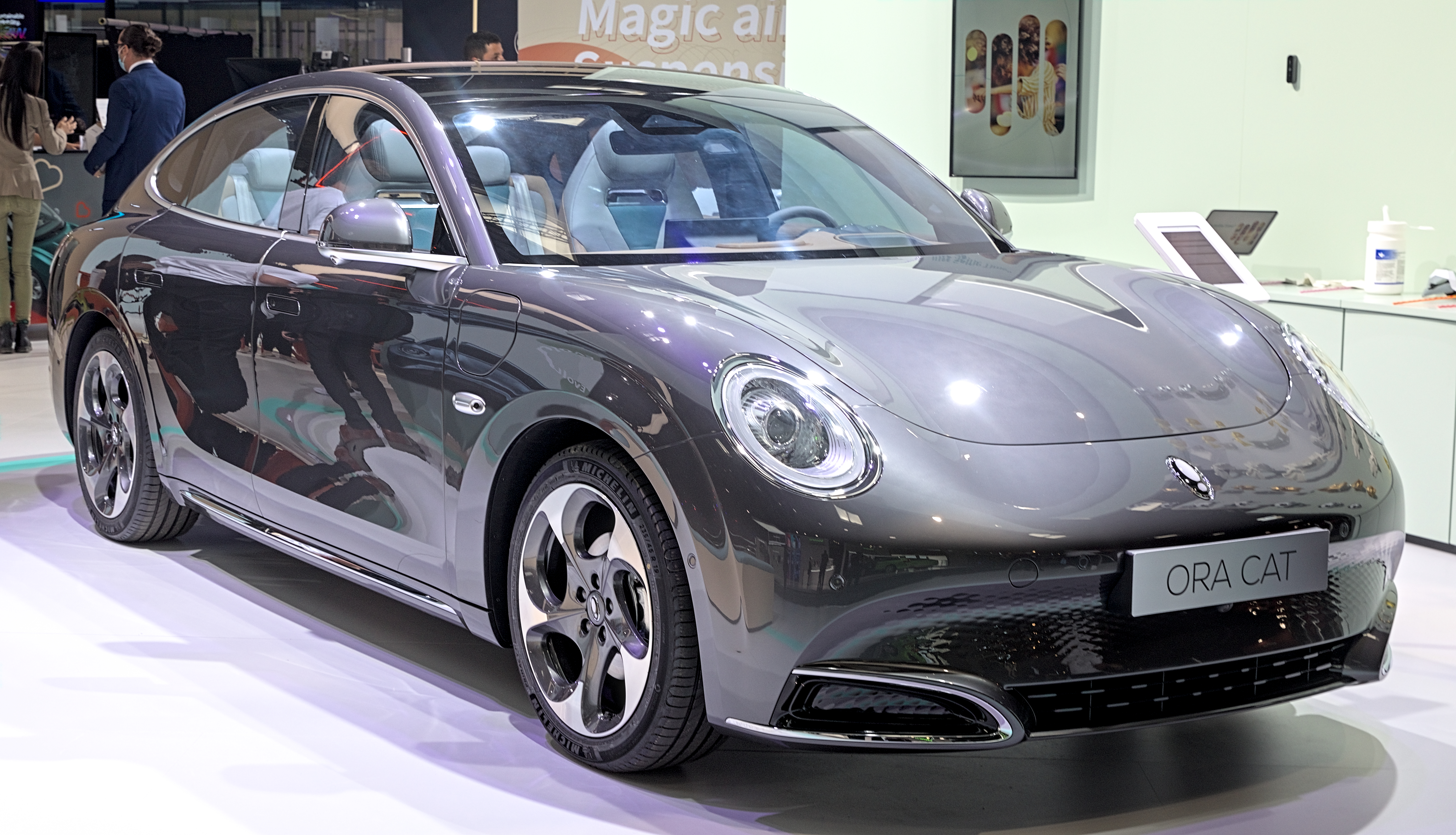
ORA Lightning Cat.
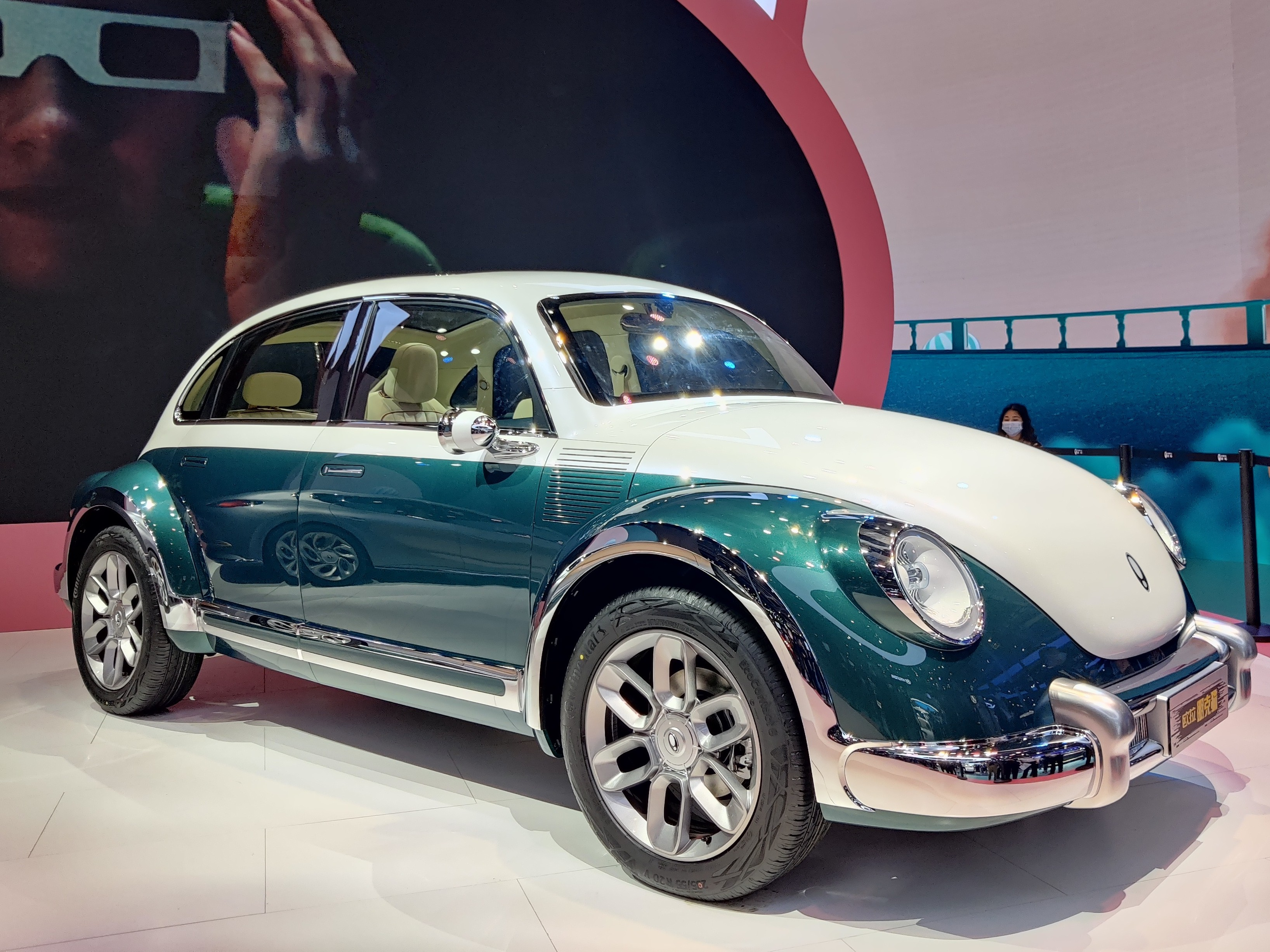
ORA Punk Cat.
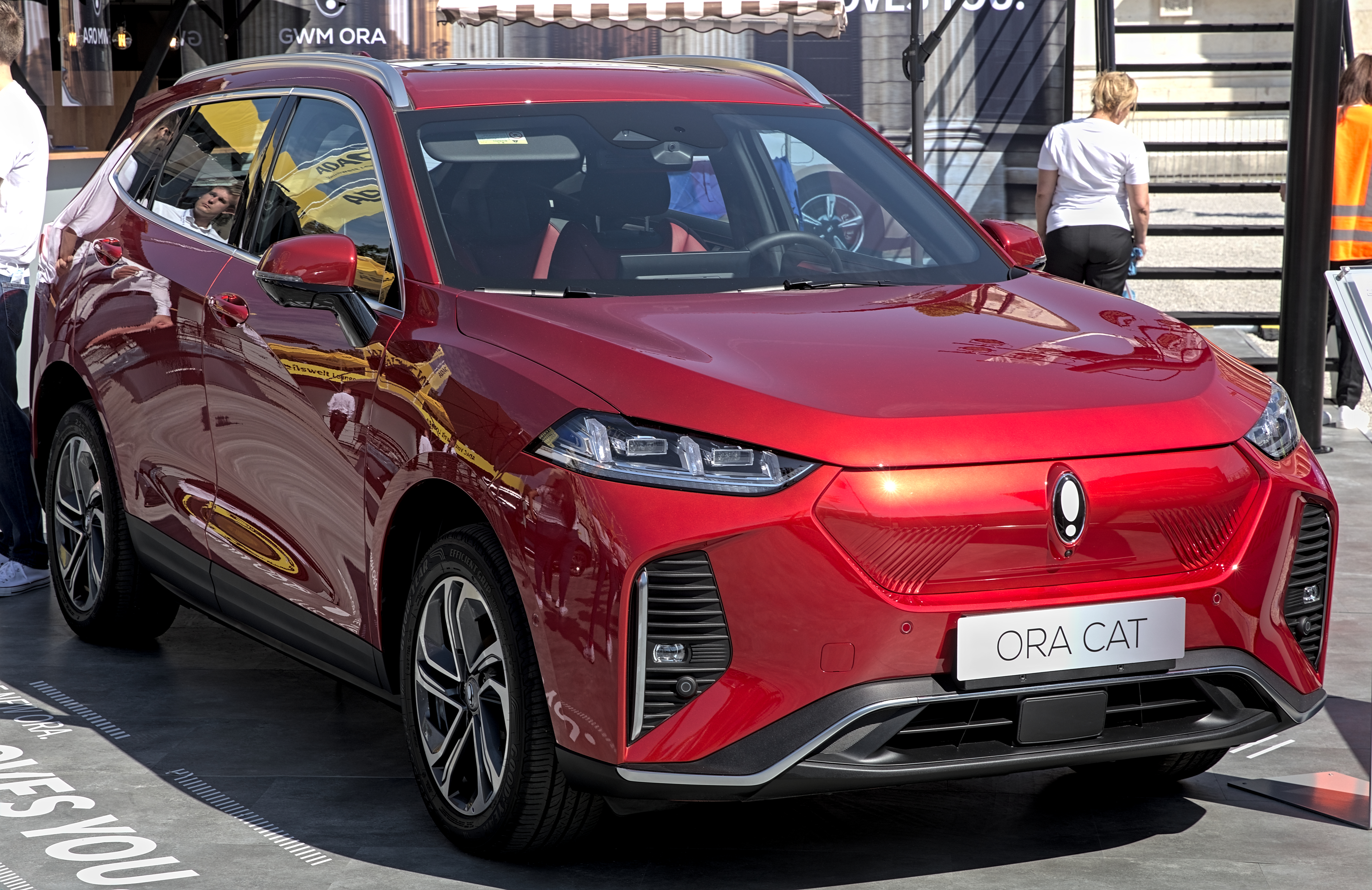
ORA Big Cat.